# Evolution (Anastacia-album)
Az Evolution Anastacia amerikai pop-rock énekesnő hetedik stúdióalbuma a 2014-es Resurrection óta. Három év után ez az első olyan korongja, amelyen új szerzemények hallhatóak. A lemezen közreműködött Louis Biancaniello, Sam Watters, Steve Diamond és John Fields is, akik a 2000-es évek eleje óta dolgoznak együtt a művésznővel. Az album előfutára a Caught in the Middle című szerzemény volt, mely az első helyet foglalja el a korongon.

## Háttere és bemutatása
A lemezt 2016 nyarán kezdték el rögzíteni Stockholmban, miközben az énekesnő a The Ultimate Collection Turnéval koncertezett. Az egyik fő zenei producer Anastacia mellett Anders Bagge, svéd zeneszerző volt. A művésznő így nyilatkozott a korongról: „Először a "Stamina" nevet akartam adni az albumnak, de ez a szó túl klinikainak hangzott. Amikor írtam, rájöttem, hogy erősebb vagyok, mint gondoltam. Szeretnék erőt és bátorságot ébreszteni a hallgatóimban is.” A Universal Music Group úgy jellemezte a nagylemezt, mint egy tiszta energiát fülbemászó popdalokkal és megható balladákkal. Anastacia szeptember 1-jén, Wachauban kezdte meg a stúdióalbum bemutatását. Ekkor először adta elő a Caught in the Middle-t, mely a korong előfutára volt. Szeptember közepén pedig több televíziós- és rádiós műsorban is részt vett, hogy interjúk keretein belül promotálhassa legújabb munkáját.

## Dallista
| #   | Cím                    | Szerzők                                                                                   | Producerek                      | Hossz |
| --- | ---------------------- | ----------------------------------------------------------------------------------------- | ------------------------------- | ----- |
| 1.  | Caught in the Middle   | Anders Bagge, Yei Gonzalez, Lauren Dyson, Ninos Hanna                                     | Yei Gonzalez                    | 2:55  |
| 2.  | Redlight               | Anastacia Newkirk, Bagge, Jimmy Claeson, Gonzalez, Faye Medeson                           | Yei Gonzalez                    | 3:14  |
| 3.  | Stamina                | Alex Shield, Sharon Vaughn, Charla K.                                                     | Johan Röhr                      | 3:45  |
| 4.  | Boxer                  | Anastacia, Samuel Gajicki, Ninsun Poli                                                    | Johan Röhr                      | 3:48  |
| 5.  | My Everything          | Anastacia, Bagge, Can "Stress" Canatan, Linnea Deb, Hanna, Victor Thell                   | Johan Röhr                      | 3:05  |
| 6.  | Nobody Loves Me Better | Robin Ahlm, Bagge, Stran Cetin, Emelie Eriksson, Alvora Larsdotter                        | Anders Bagge                    | 3:22  |
| 7.  | Reckless               | Louis Biancaniello, Sam Watters, Marley Monroe                                            | Sam Watters, Louis Biancaniello | 3:07  |
| 8.  | Not Coming Down        | Anastacia, Gonzalez, Eriksson, Hanna, Marcus Holmberg                                     | Yei Gonzalez                    | 3:21  |
| 9.  | Before                 | Anastacia, Wilhelm Börjesson, Jakob Redtzer, Ninsun Soli                                  | Jakob Redtzer                   | 3:48  |
| 10. | Pain                   | Anastacia, Bagge, Tommy Denander, Gonzalez, Tony Malm, Santi Rodriguez Liem, Emil Schmidt | Yei Gonzalez                    | 3:52  |
| 11. | Why                    | Anastacia, Bagge, Anders Grahn, Johan Röhr                                                | Johan Röhr                      | 4:17  |
| 12. | Boomerang              | Anastacia, Steve Diamond, John Fields                                                     | John Fields                     | 3:03  |
| 13. | Higher Livin'          | Anastacia, Diamond, Alex Geringas, Grahn                                                  | Alex Geringas                   | 3:16  |